# Georthocladius platystylus
Georthocladius platystylus är en tvåvingeart som beskrevs av Ole Anton Saether och James E. Sublette 1983. Georthocladius platystylus ingår i släktet Georthocladius och familjen fjädermyggor.
Artens utbredningsområde är Kalifornien. Inga underarter finns listade i Catalogue of Life.